# 宮ケ浜駅
宮ケ浜駅（みやがはまえき）は、鹿児島県指宿市西方にある、九州旅客鉄道（JR九州）指宿枕崎線の駅である。

## 歴史
- 1934年（昭和9年）12月19日：鉄道省指宿線（現・指宿枕崎線）の駅として開設[2]。
- 1962年（昭和37年）8月20日：貨物取扱廃止[2]。
- 1963年（昭和38年）10月31日：指宿線が指宿枕崎線へ改称、同線の駅となる[2]。
- 1983年（昭和58年）3月8日：指宿枕崎線CTC導入に伴い、無人駅化[3]。荷物扱い廃止[4]。列車交換設備撤去[5]。
- 1987年（昭和62年）4月1日：国鉄分割民営化に伴い、JR九州の駅となる[2]。

## 駅構造
単式ホーム1面1線を有する地上駅。
無人駅。ホーム中央付近と枕崎側ホーム端にはJR西日本福知山線脱線事故を受けて、坂之上駅同様速度照査ATS用速度制限標識があり、それぞれ「速度照査 振69」・「速度照査 振79」と表示されているが、当線への振り子式車両入線実績や計画は現時点で無い。

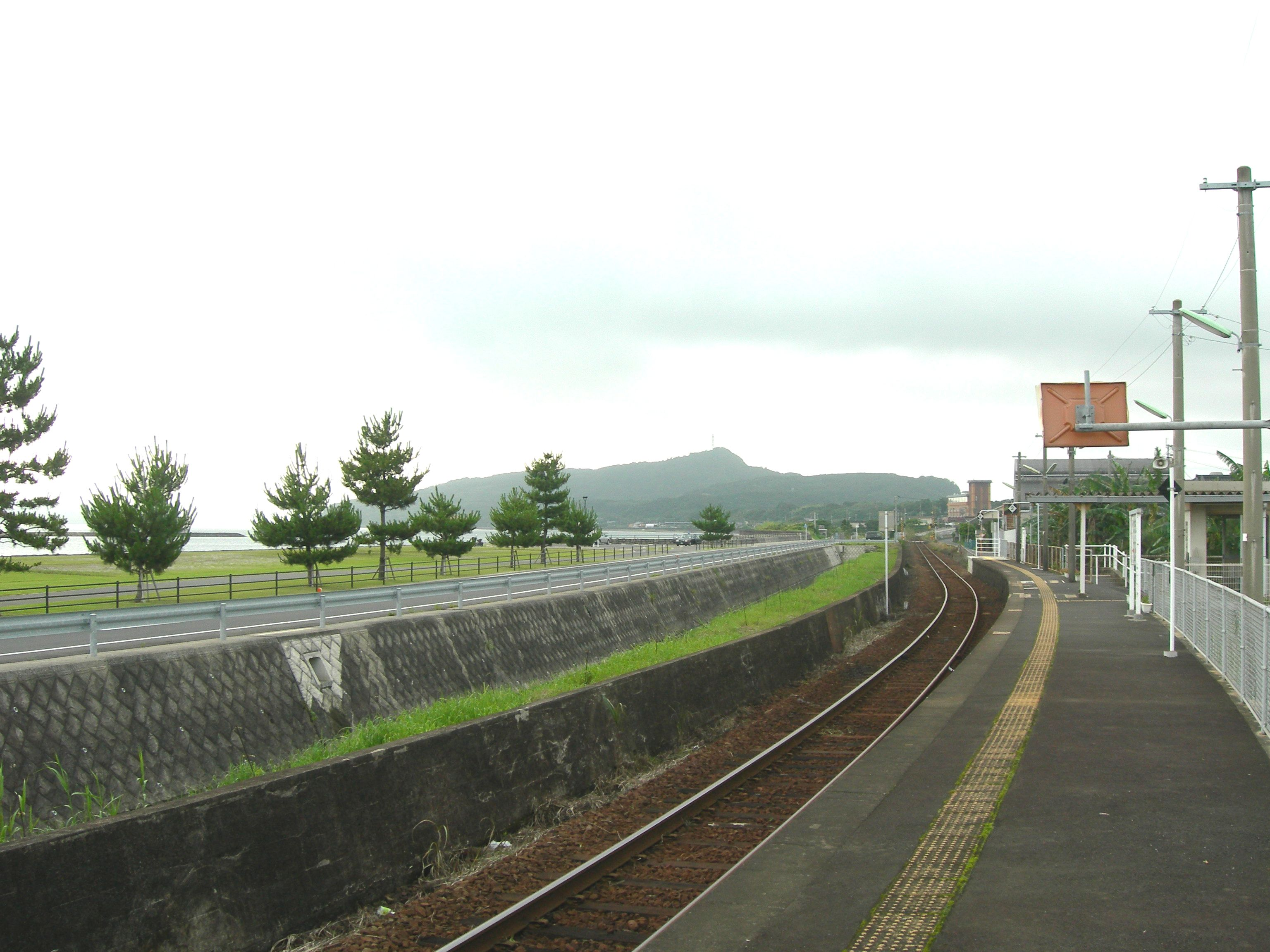
ホーム（2010年6月）
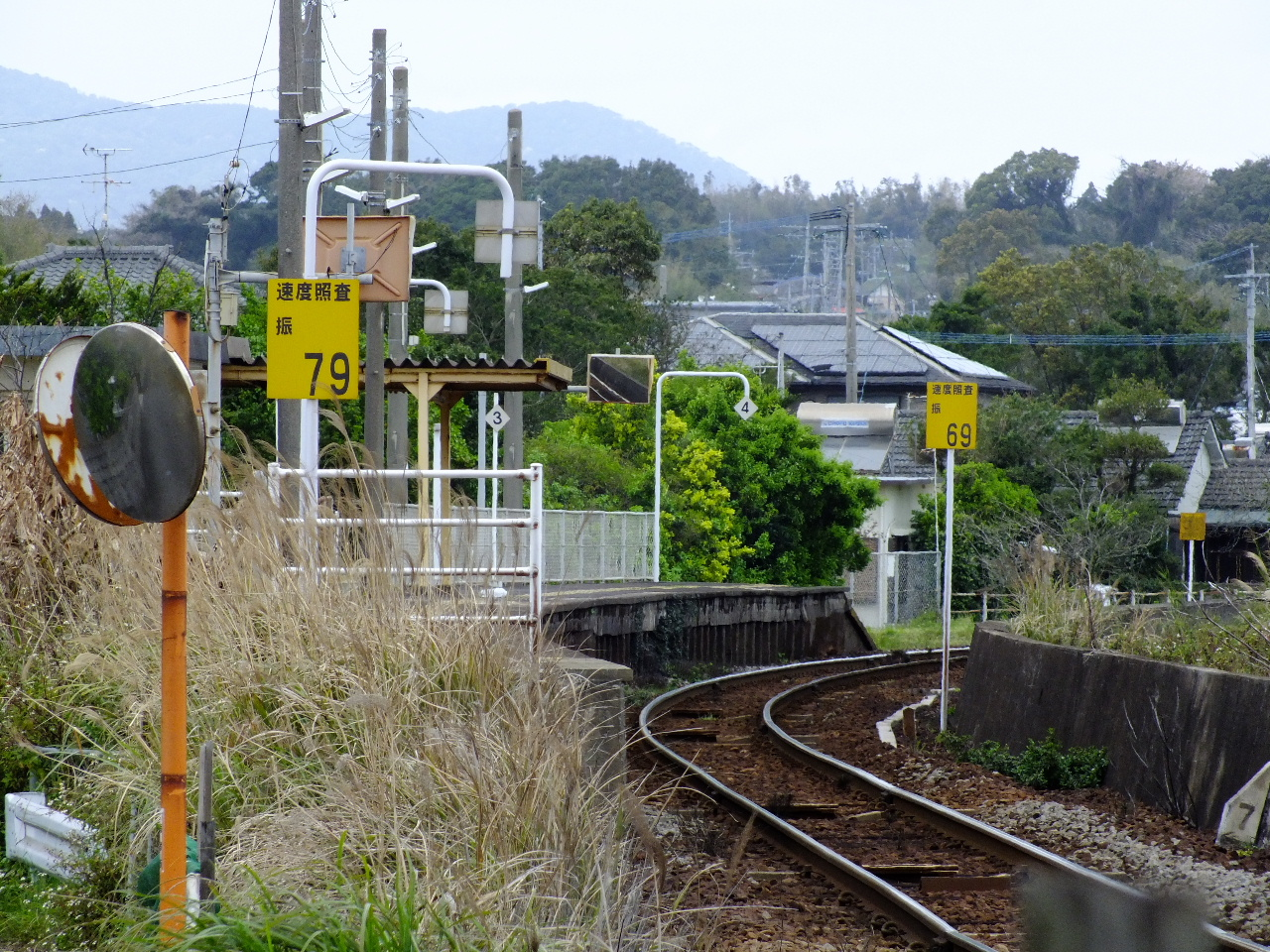
振子車照査速度表示票（鹿児島中央方）
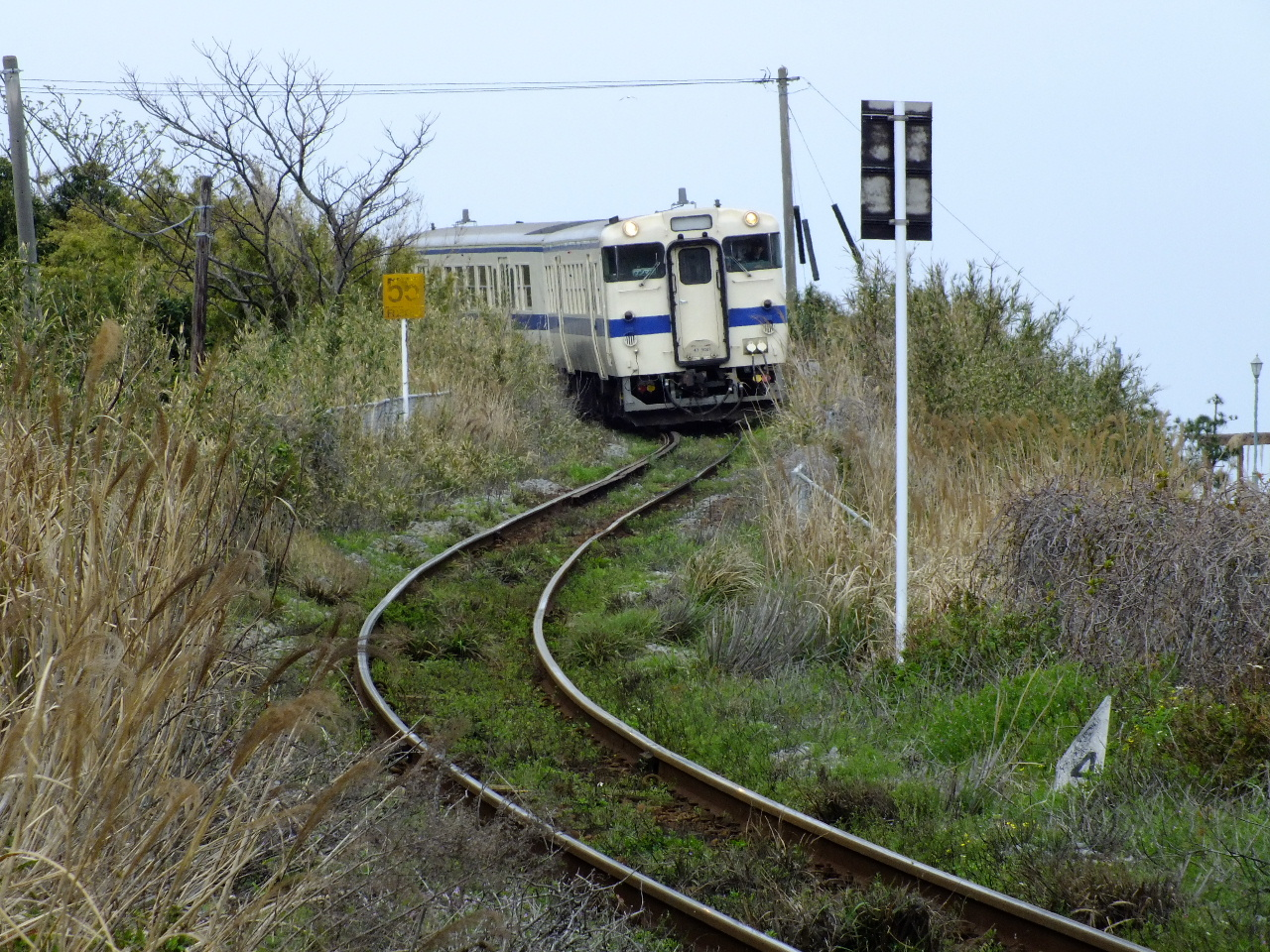
鹿児島中央方面にはS字カーブがある

### のりば
| 番線 | 路線        | 方向 | 行先                 |
| ---- | ----------- | ---- | -------------------- |
| 1    | ■指宿枕崎線 | 上り | 鹿児島中央方面       |
| 1    | ■指宿枕崎線 | 下り | 指宿・山川・枕崎方面 |

- のりば表記は駅掲載及び公式サイトの駅別時刻表に記述[6]

## 利用状況
- 2015年度の1日平均乗車人員は130人である。

| 年度 | 1日平均 乗車人員 | 1日平均 乗降人員 |
| ---- | ---------------- | ---------------- |
| 2003 | 156              |                  |
| 2004 | 151              |                  |
| 2005 | 150              | 309              |
| 2006 | 140              | 290              |
| 2007 | 150              | 306              |
| 2008 | 137              | 279              |
| 2009 | 130              | 262              |
| 2010 | 136              | 274              |
| 2011 | 135              | 272              |
| 2012 | 126              | 256              |
| 2013 | 118              | 239              |
| 2014 | 128              | 256              |
| 2015 | 130              | 266              |

## 駅周辺
かつては線路のすぐ脇が護岸であり、海岸線近くに設置されていた。しかし1990年度（平成2年度）に国の海岸環境整備事業の一環として大規模親水リゾートの計画が打ち出された。約3万平方メートルを埋め立てて海水浴場と新しい護岸を建設し、道路を通して、当駅からも歩いていけるように歩道橋を整備する計画であった。これに伴って1992年（平成4年）から埋め立て工事が始まり、駅からは海岸線が遠のいた。バブル崩壊などに伴って計画は遅延し、最終的に海水浴場の計画は中止となって、一部の公園と道路のみが供用されている。
- こらんの湯 錦江楼 - 徒歩10分[8]
- 指宿北郵便局
- 湊川橋 - 1844年（天保15年）竣工。薩摩藩家老・調所広郷が肥後の石工・岩永三五郎を招聘して造った単アーチ型石橋）
- 大山甚七商店（焼酎蔵）
- 中俣合名会社（焼酎蔵）
- 坂本いもあめ本舗（鹿児島で親しまれている芋飴の中でもよく知られる銘柄）

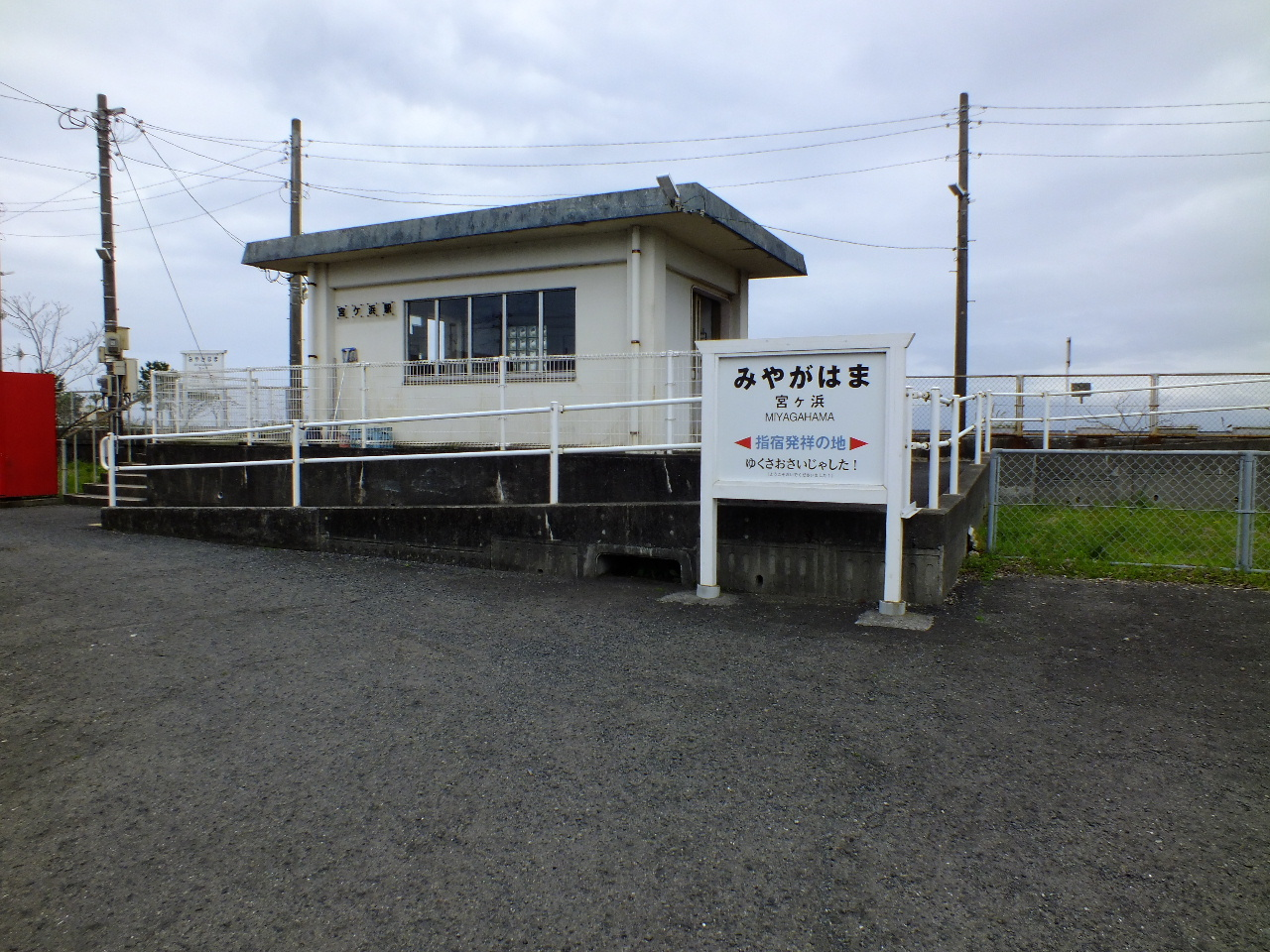
駅前には「指宿温泉発祥の地」という事を知らせる看板がある
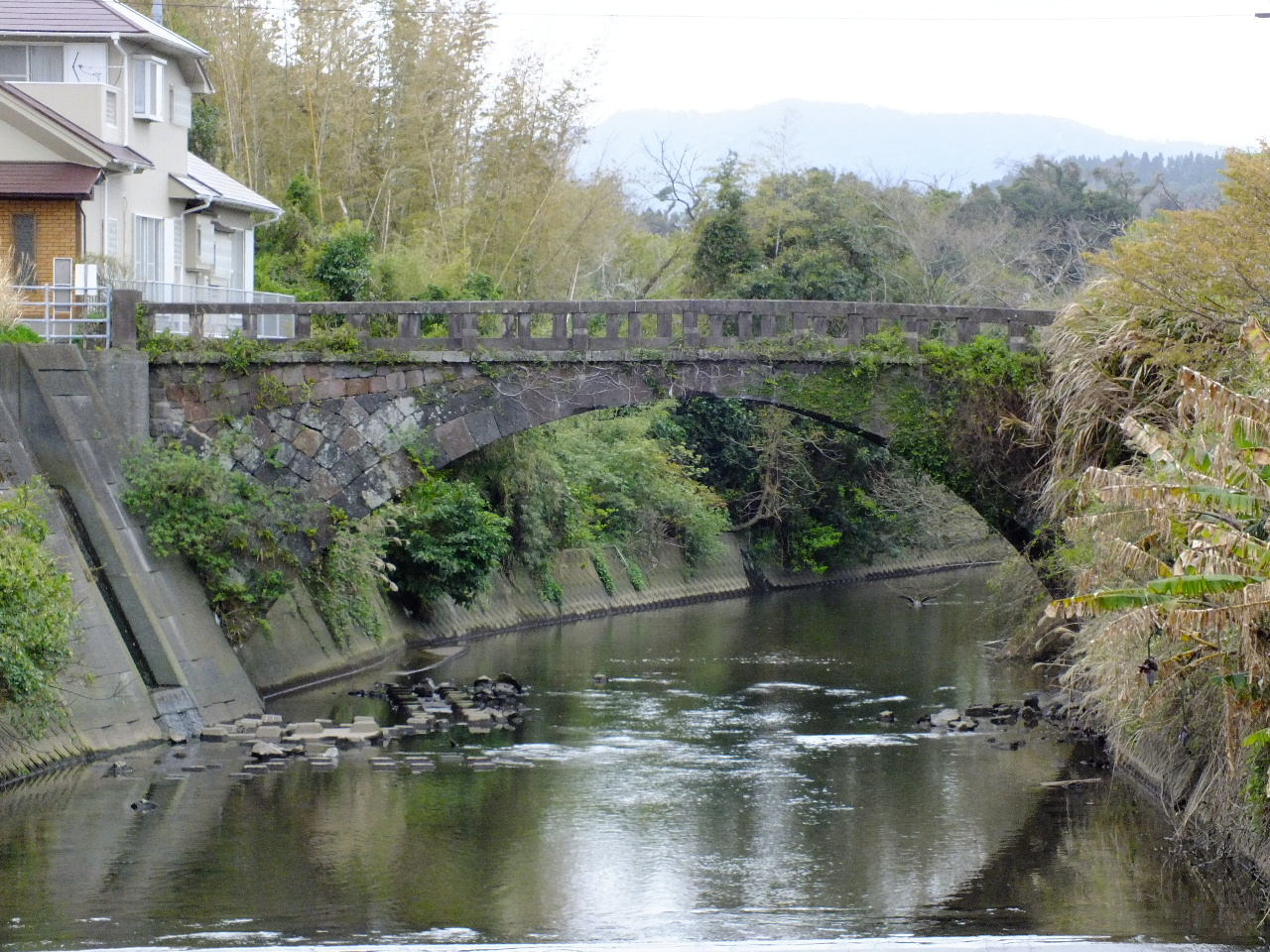
湊川橋（2018年）

## その他
- NHK「六角精児の呑（の）み鉄本線・日本旅「秋・指宿枕崎線を呑（の）む!」では六角が当駅で下車し、駅前の坂本芋飴本舗と大山甚七商店焼酎工場を訪れている。[9]
- 長渕剛ゆかりの地であり、線路海側にはその旨の横断幕が設置されている。

## 隣の駅
九州旅客鉄道（JR九州）
■指宿枕崎線
■快速「なのはな」
通過
■普通
薩摩今和泉駅 - 宮ケ浜駅 - 二月田駅